# Nutfield, Surrey
Nutfield är en ort och civil parish i Storbritannien.   Den ligger i grevskapet Surrey och riksdelen England, i den södra delen av landet, 29 km söder om huvudstaden London. Nutfield ligger 84 meter över havet och antalet invånare är 2 673.
Terrängen runt Nutfield är huvudsakligen platt, men västerut är den kuperad. Runt Nutfield är det tätbefolkat, med 343 invånare per kvadratkilometer. Närmaste större samhälle är Sutton, 12,3 km norr om Nutfield. Trakten runt Nutfield består till största delen av jordbruksmark.